# پشه‌های قارچ سیاه‌بال
پشه‌های قارچ سیاه‌بال (نام علمی: Sciaridae) نام یک تیره از زیرراسته نخ‌شاخان است.